# Chiesa di Santa Maria della Purità (Catania)

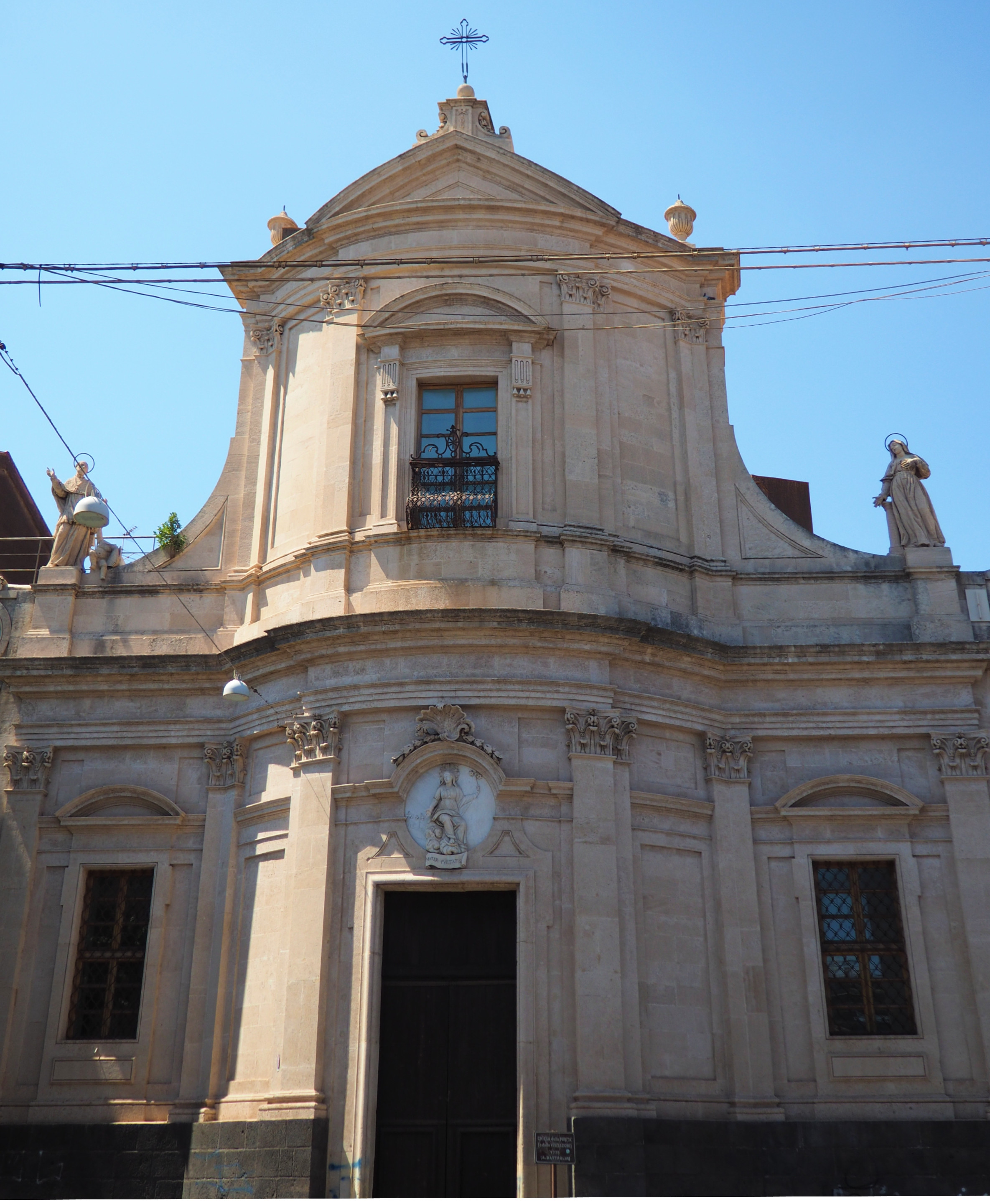
Facciata della chiesa

Il complesso della Chiesa di Santa Maria della Purità (detto anche Chiesa di Santa Maria della Purità e della Visitazione o Reclusorio della Purità) è una chiesa cattolica di Catania, oggi sconsacrata, situata in via Maddalena, a cui è annessa un'ampia struttura una volta dedicata alla funzione di orfanatrofio femminile. La struttura è situata in via Santa Maddalena, sulla collina di Montervergine.
Ad oggi funge da auditorium dell'Università degli Studi di Catania

## Storia e descrizione
L'istituto comprendente chiesa e orfanatrofio fu fondato nel 1775 da Nicolò Tedeschi e successivamente venne costruito a partire dal 1787, a seguito di finanziamenti del Senato e di privati. La struttura annessa è denominata in alcune fonti conservatorio (orfanotrofio), in altre reclusorio, lo scopo era quello di ospitare e formare ragazze orfane indigenti. Raggiunta l'età della maturità, potevano scegliere o di unirsi ad un ordine religioso secondo le regole di San Francesco di Sales, oppure di sposarsi o di tornare sotto la custodia di qualche membro della famiglia. Nel 1785 l'istituto venne finanziato anche dall'eredità del tesoriere cittadino don Giovanni Francesco Lullo affinché ammettesse all'iscrizione 12 figlie di avvocati catanesi. Nel 1872 il conservatorio era diventato il collegio di istruzione femminile Pio IX e successivamente venne intitolato alla regina Elena.
A seguito dei danni subiti con il terremoto del 1963, il complesso venne ricostruito.
La struttura venne in parte modificata tra il 1928 ed il 1930 dopo la cessione di una parte all'Opera Nazionale Balilla.
La chiesa fu costruita dal 1775 al 1789 su progetto di Antonino Battaglia, figlio di Francesco Battaglia. La facciata convessa ricorda le chiese barocche progettate dal padre, ma mantiene una sobrietà più classica del neoclassicismo con lesene corinzie e decorazioni meno esotiche. Sopra il portale è raffigurata la Vergine sotto una conchiglia con uno stendardo che inneggia alla purezza.